# Gunther Gerlach
Gunther Gerlach (* 1952 in Neustrelitz) ist ein deutscher Bildhauer.

## Leben
Gunther Gerlach studierte von 1969 bis 1975 Bildhauerei bei Jan Koblasa in Kiel. Seit 1999 hat er Lehraufträge an der Universität und an der Hochschule Bremen. Die Tochter Gerlachs ist die Schauspielerin Janne Drücker.

## Einzelausstellungen (Auswahl)
- 1985 Galerie Gruppe Grün, Bremen; Galerie 68, Kiel; Werkgalerie Droysen, Berlin
- 1988 Prima Kunst e. V. Kiel
- 1990 März Galerie, Mannheim; Freiraum, Produzentengalerie Hannover Eisfabrik, Hannover (Experiment Raum)
- 1994 Galerie 42, Oldenburg
- 1996 Galerie Steinbrecher, Bremen
- 1997 Künstlerhaus Göttingen Bielefelder Kunstverein
- 1999 Galerie Kinter, Stuttgart
- 2000 Kunstverein Germersheim
- 2001 Kunstverein Kehdingen
- 2002 Galerie Agnes Raben, Vorden NL Kunstverein Kaponier Vechta
- 2002 Kunstmuseum Gelsenkirchen
- 2004 Städtische Galerie Zeven Emschertalmuseum, Städtische Galerie im Schlosspark Strünkede
- 2005 Lüneburger Kunstverein, Kunstverein Syke, Beobachter2 Galerie Agnes Raben (mit D. Rogge)
- 2006 Städtische Galerie Bremen (mit D. Rogge); Kunstverein Husum (mit D. Rogge)
- 2008 Museum Eckernförde

## Preise bei öffentlichen Wettbewerben
- Preisträger Radio Bremen,
- Preisträger Platzgestaltung Gröpelingen, Bremen,
- Erster Preis Platzgestaltung Bremen-Blumenthal,
- Preisträger Wettbewerb Admiralstraße,
- Preisträger Wettbewerb Ziegenmarkt,
- Preisträger Durchgänge (EXR), Bremen,
- Preisträger Platzgestaltung Rathausplatz Hannover-Garbsen (EXR),
- Preisträger Platzgestaltung Schulstrasse Zeven,
- Preisträger Platzgestaltung Hamburg - Allermöhe,
- Erster Preis Umgestaltung Kirche Bremerhaven/Spaden,
- Erster Preis Platzgestaltung Bremen, Hastedt,
- Erster Preis Kirchengestaltung Bargstedt, Buxtehude (mit Bettina Krusche),
- Erster Preis "Raum der Stille" Ihlow (mit Bettina Krusche),
- Erster Preis Altarraumgestaltung Buchholz/Nordheide.

## Arbeiten im öffentlichen Raum

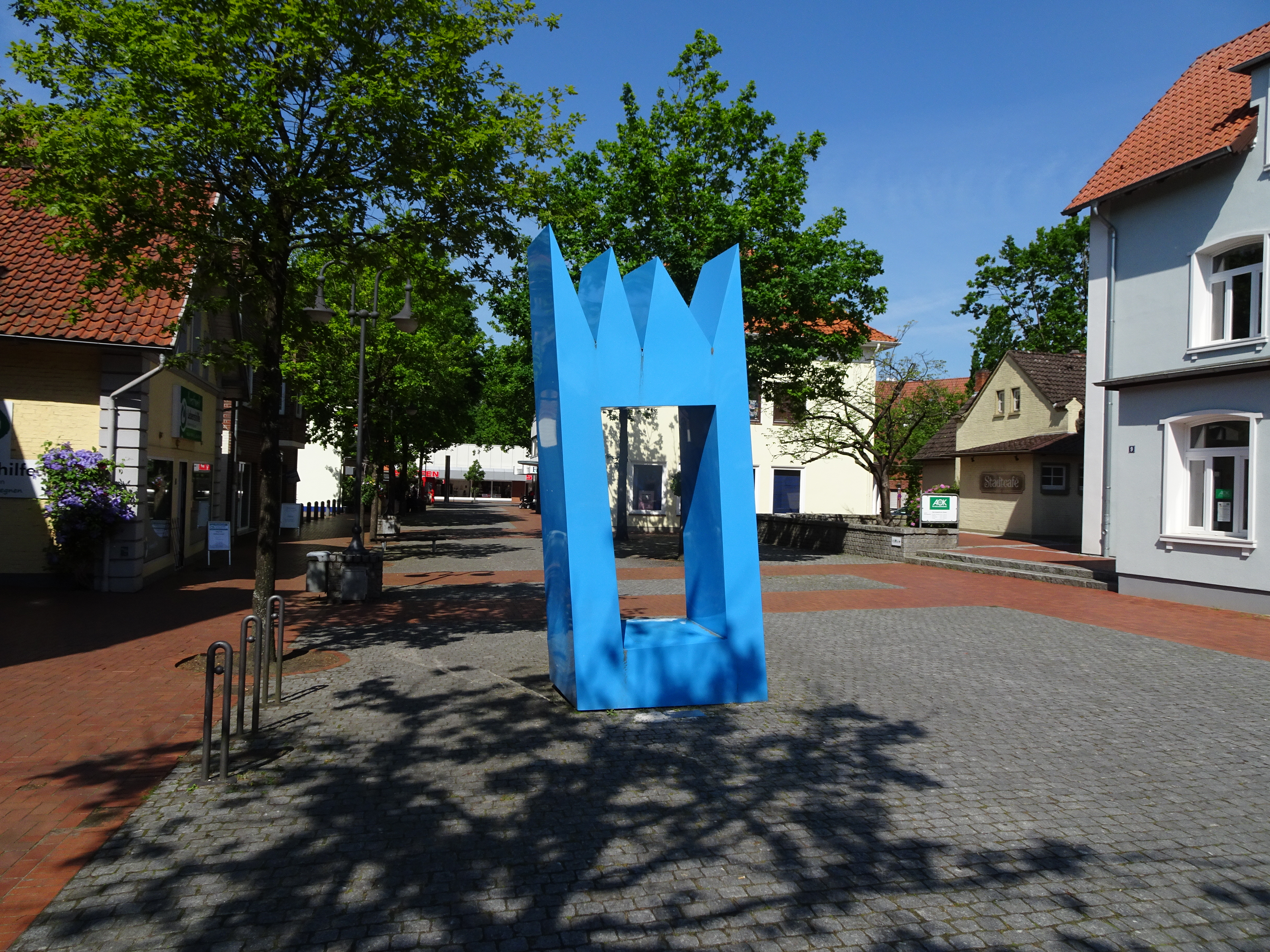
Skulptur "Krona" in Zeven, von 2001

- Wandmalerei Bunker Neukirchstraße, Bremen
- Wandmalerei Schule Rechtenfleth, Bremen
- Skulptur “der rote Zwerg” auf der Weserbrücke
- „Klötze“, Fedelhören, Bremen
- „Anlehner“, Objekt für ein Hochhaus, Bremen (Experiment Raum)
- „Leiter“, Kampnagelfabrik Hamburg, “Tage der bildenden Kunst”
- „der Krüppel von Bremen“, Skulpturwagen für ein Theaterstück
- „Schiff“, Skulpturbühne für ein Theaterstück
- „Blox“, Objekt vor dem Plöner Schloß(EXR)
- (Experiment Raum) „Beobachter“, Objekt beim Lichthaus, Bremen
- „Schacht und Leiter“, Hallbergmoos, Flughafen München
- „Insel“, Objekt beim Weserwehr
- „Zwilling“, Ottersberg
- „Würfel“, Waller Grün, Bremen (Experiment Raum)
- „Skulpturoide“ Hof Bielefelder Kunstverein
- „Paradoxon“, Skulpturenpark Katzow
- „Krona“ Platzgestaltung Zeven
- „Planet“ Stadtbibliothek West, Bremen
- „Planetenturm“, Gelsenkirchen